# Museo Cernuschi

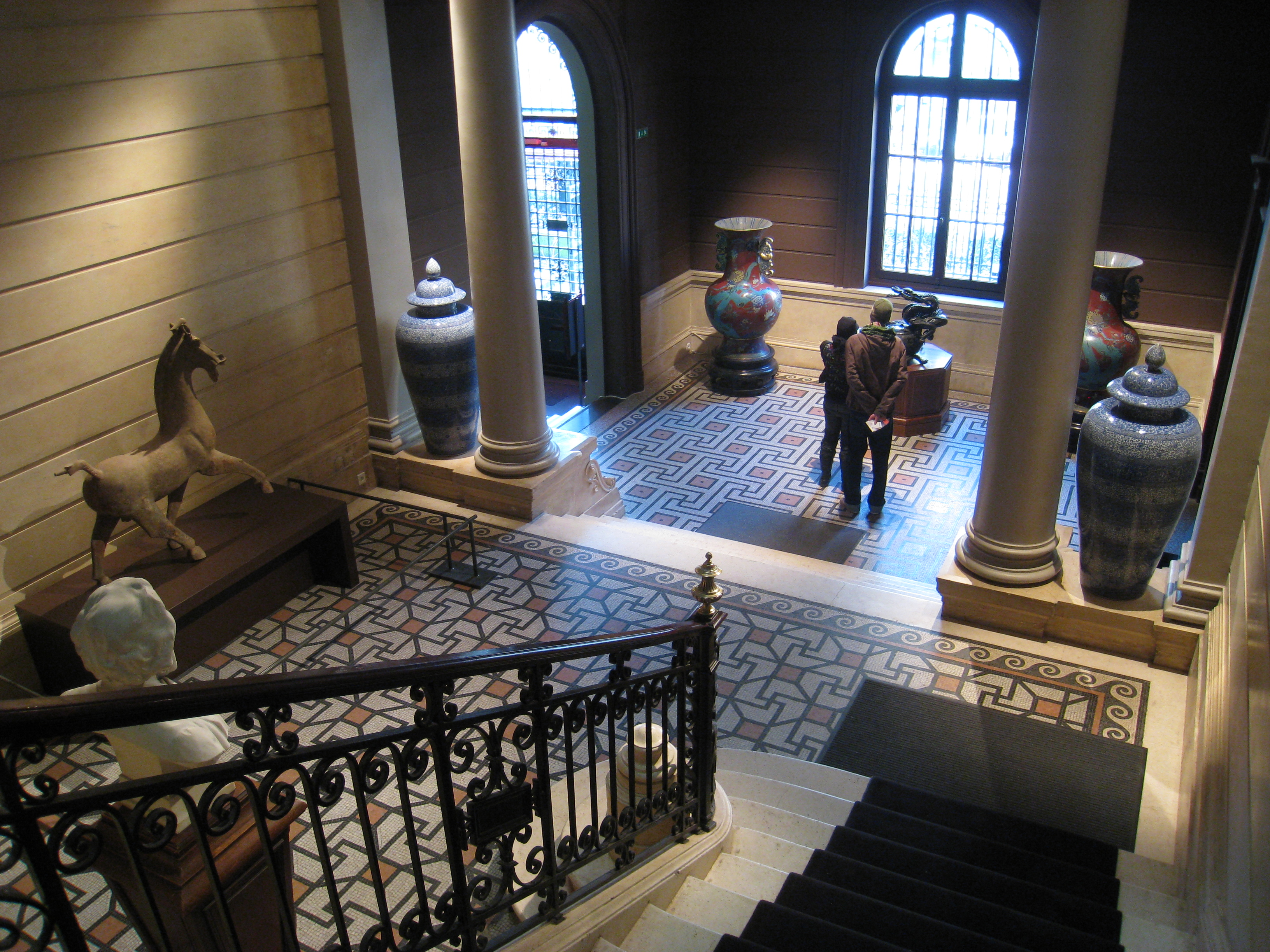
L'interno del museo

Il museo Cernuschi è un museo parigino dedicato alle arti dell'Asia orientale e più specificatamente a quelle dell'Estremo Oriente: Cina, Giappone, Corea e Vietnam. È il secondo museo dedicato alle arti asiatiche in Francia (il primo è il Museo Guimet, anch'esso a Parigi) ed il quinto dedicato all'arte cinese in Europa. Esso si trova al n. 7 di avenue Vélasquez, nell'VIII arrondissement (stazione del Métro di Villiers). Il fabbricato fu eretto dall'architetto William Bouwens van der Boijen (1834-1907).

## Storia
Questo museo nacque a Parigi nel 1896 dal finanziere di origine italiana Enrico Cernuschi. Inaugurato nel 1898, è uno dei musei più antichi della città. Viene visitato mediamente da 60.000 persone l'anno. Dal 2001 al 2005 il museo è stato integralmente rinnovato.
È uno dei 14 musei di Parigi che, dal 1º gennaio 2013, sono gestiti dall'ente pubblico amministrativo Paris Musées.

## Le collezioni
Il museo conserva più di 12.000 opere, di cui più di mille riguardano i bronzi, per i quali il museo Cernuschi è uno dei più importanti al mondo. Esso possiede una collezione unica in Europa di dipinti rappresentativi della Cina imperiale sotto le dinastie Ming (1368-1644) e Qing (1644-1911), ma anche un bell'insieme di dipinti cinesi moderni della prima metà del XX secolo. Un certo numero di questi sono pittori moderni che hanno fatto la scelta di vita di pittori che dipingono a Parigi e le loro sono opere di transizione fra l'arte cinese antica e quella moderna.
Più di 900 opere fanno parte dell'esposizione permanente, dedicata all'arte cinese. Ma il pezzo più imponente visibile nel museo è il Buddha di Meguro, un bronzo giapponese del XVIII secolo che è il reperto monumentale al centro del museo nella sala n. 5. Si tratta di una statua colossale giapponese della fine del XVIII secolo, acquistata da Enrico Cernuschi nel corso di un suo viaggio in Estremo Oriente.
Gli altri reperti di arte giapponese provengono essenzialmente da questa prima collezione di Cernuschi.
Il museo possiede inoltre collezioni coreane e vietnamite di grande qualità. Le collezioni tenute di riserva dal museo, principalmente giapponesi, coreane e vietnamite, vengono puntualmente presentate all'ora del conservatore, una domenica al mese, alle ore 15.
Altre esposizioni permanenti comprendono:
- una fine collezione di bronzi arcaici (dal XV al III secolo a.C.)
- oggetti risalenti al period della Dinastia Han (206 a.C. – 220)
- statue funerarie dei periodi della dinastia del nord Wei (386 – 534) e Sui (581 – 618)
- statue del periodo della Dinastia Tang (618 – 907)
- ceramiche del periodo delle dinastie Tang e Song (VI secolo - XIII secolo)
- maschere funerarie in bronzo datate dalla Dinastia Liao (907 – 1125)

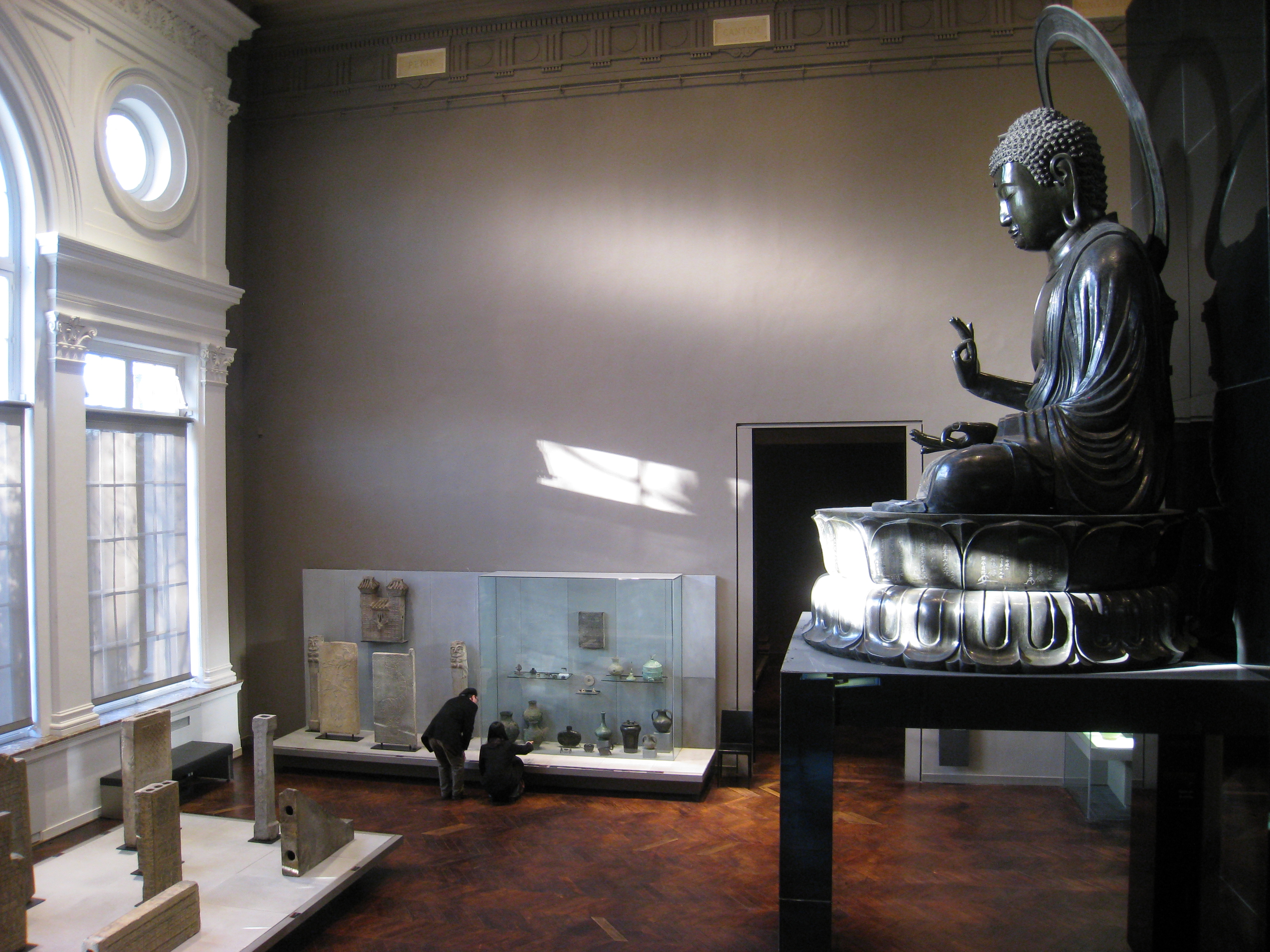
Questa grande statua di Budda Amida proviene da un piccolo tempio del quartiere di Meguro a Tokyo, il Banryûji. Questo tempio dipendeva da un monastero, lo Enzanji, della setta Jôdo, del buddismo amidista Era Tempô (1829-1844). Questa sala è per altro dedicata alla arti della Cina degli Han.

Il Giappone
La Cina e le dinastie reali dell'antichità (2200 a.C. – 221 a.C.)

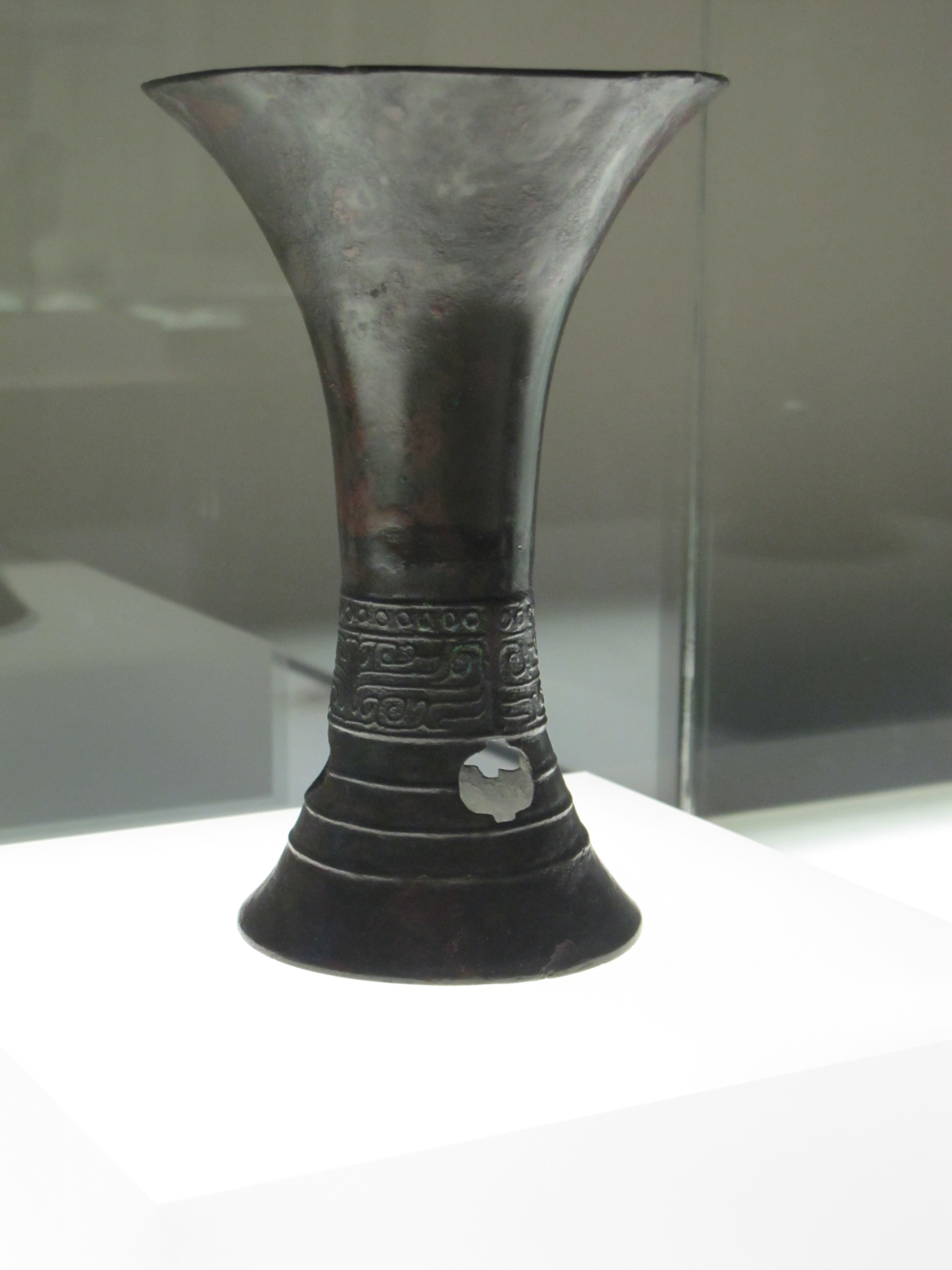
Vaso gu per bevande fermentate. Bronzo. Periodo d'Erligang (verso il 1550 – verso il 1300)
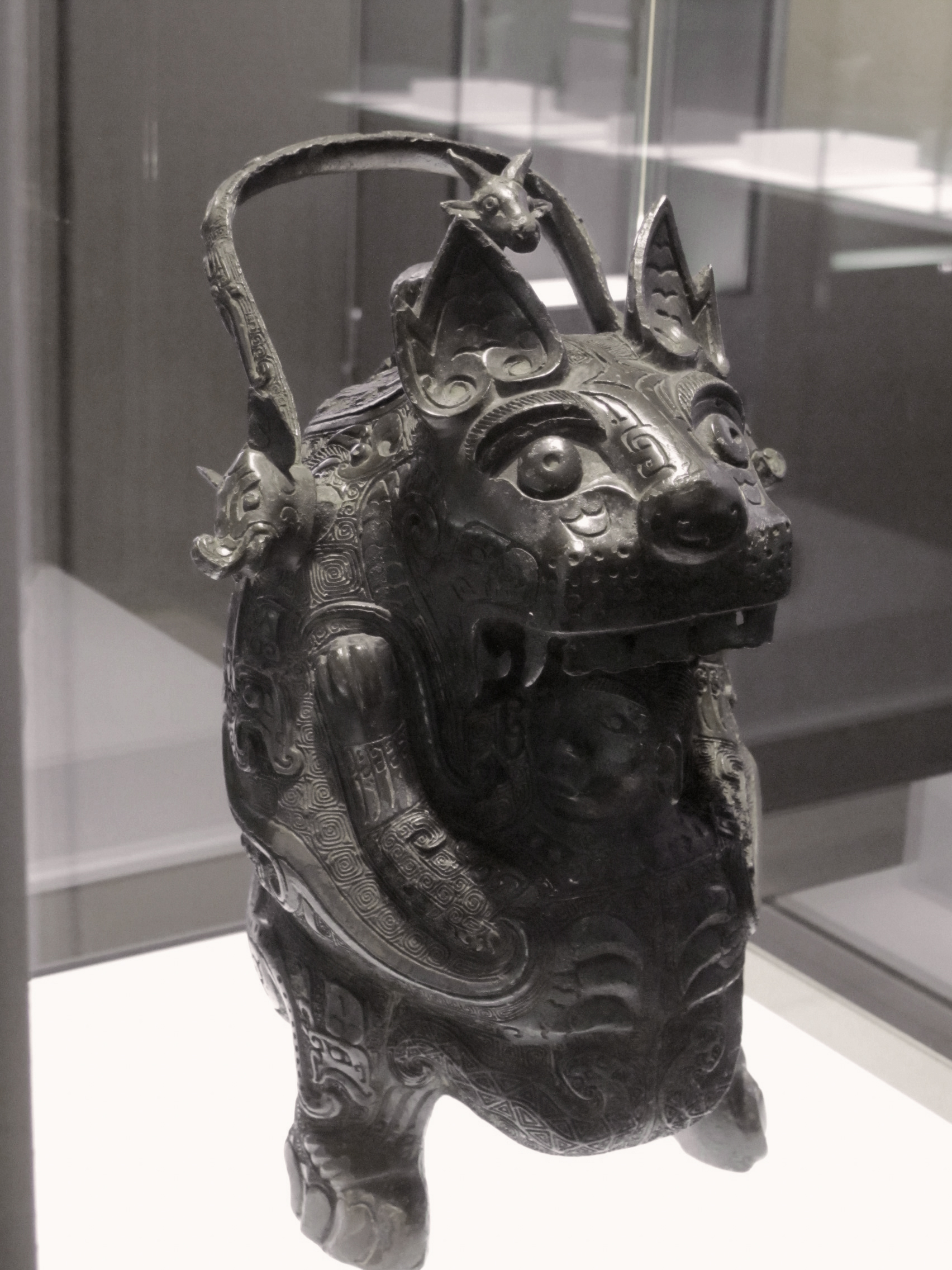
Vaso you per conservare le bevande, detto: femmina di Tigre. Bronzo, fuori del territorio Shang[8]. Hunan, XI secolo
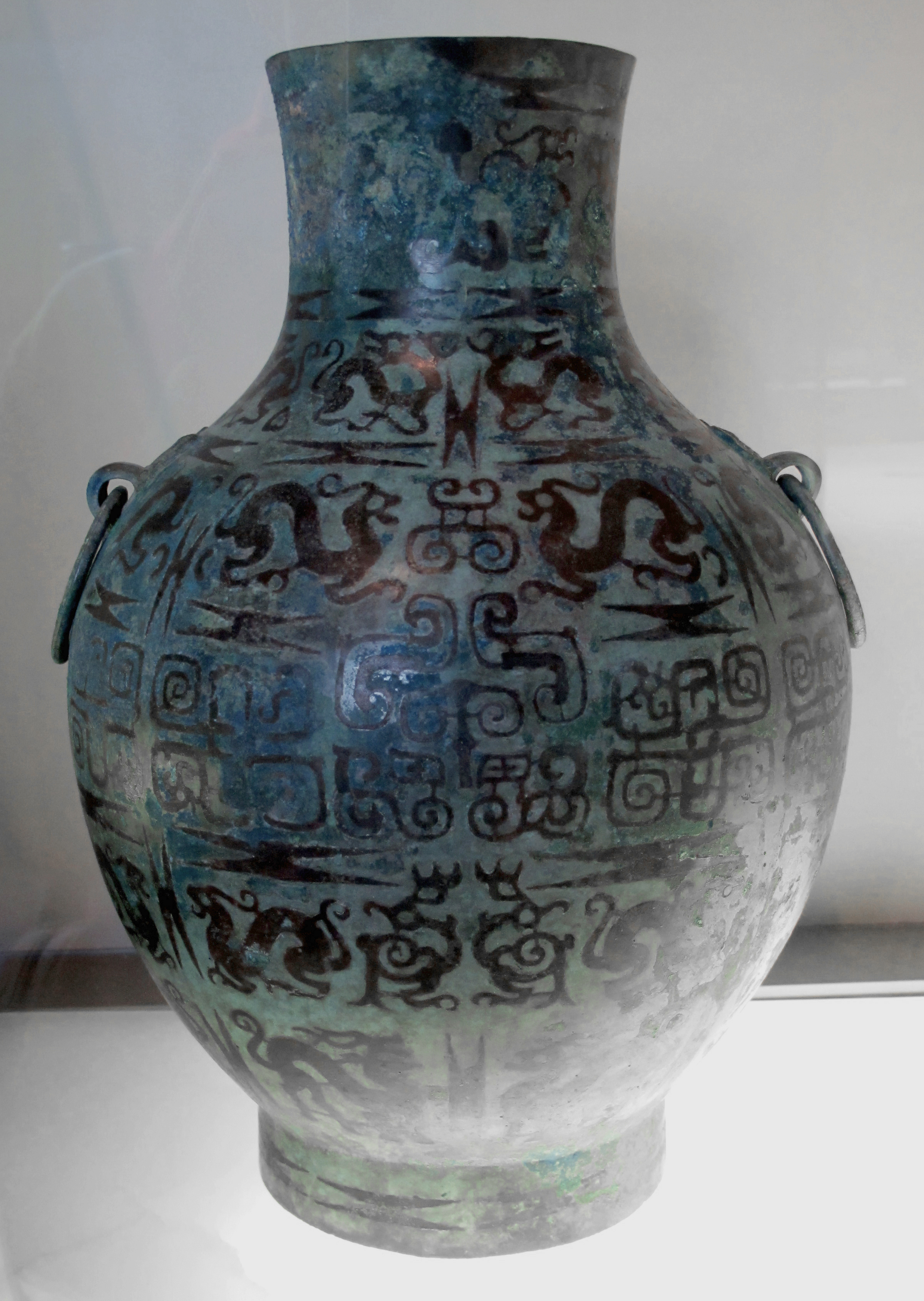
Vaso hu per conservare bevande fermentate. Bronzo con incrostazioni di rame. H. : 39,8 cm. V secolo a.C. Dinastia Zhou, fine del Periodo delle primavere e degli autunni (770 – 481), inizio del Periodo dei regni combattenti (481 – 221)

La Cina imperiale (221 a.C. – 1912)

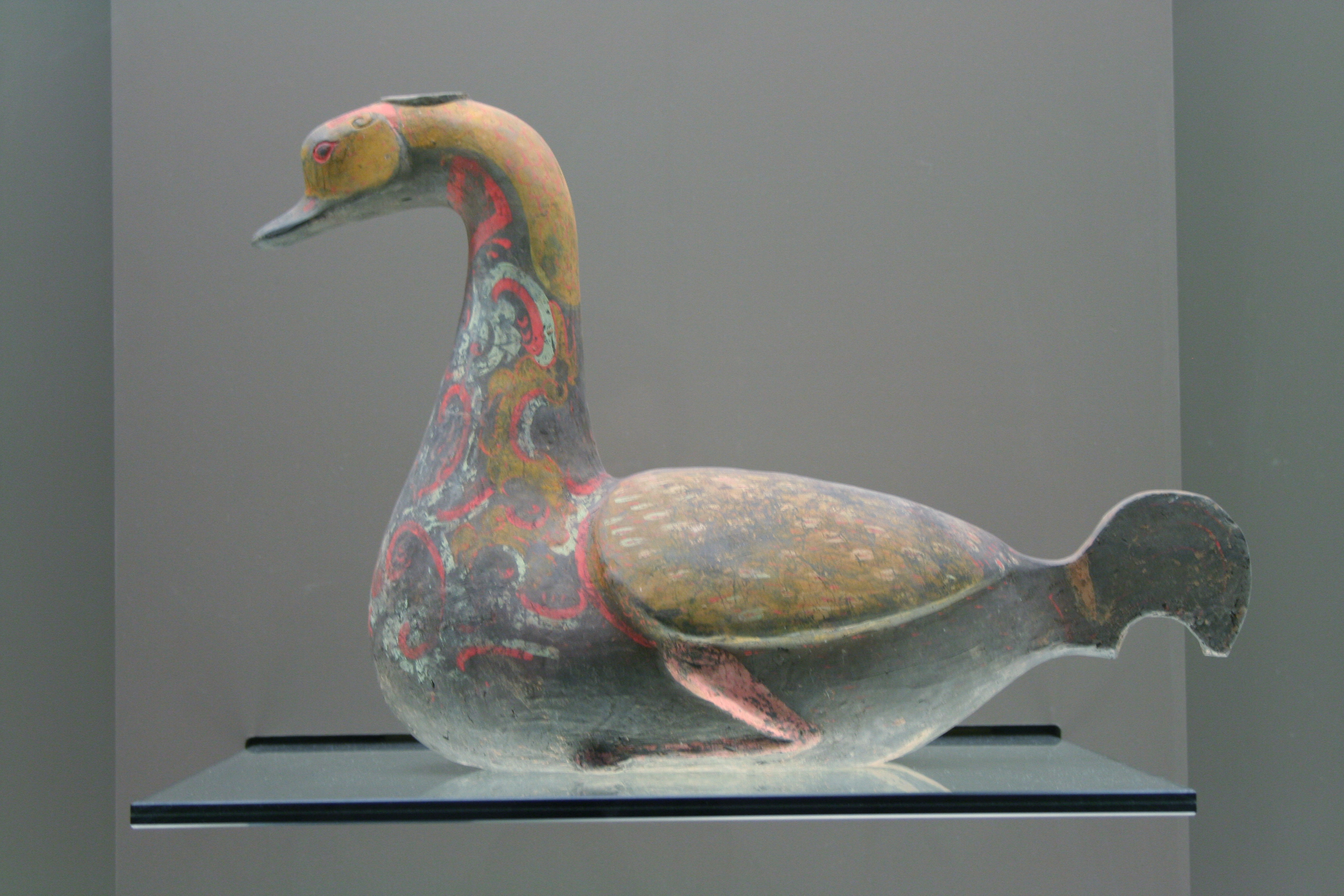
Brocca (?) a forma d'oca. Terracotta dipinta, h. 33,4 cm. Han dell'ovest (206 a.C. avant notre ère – IX secolo)
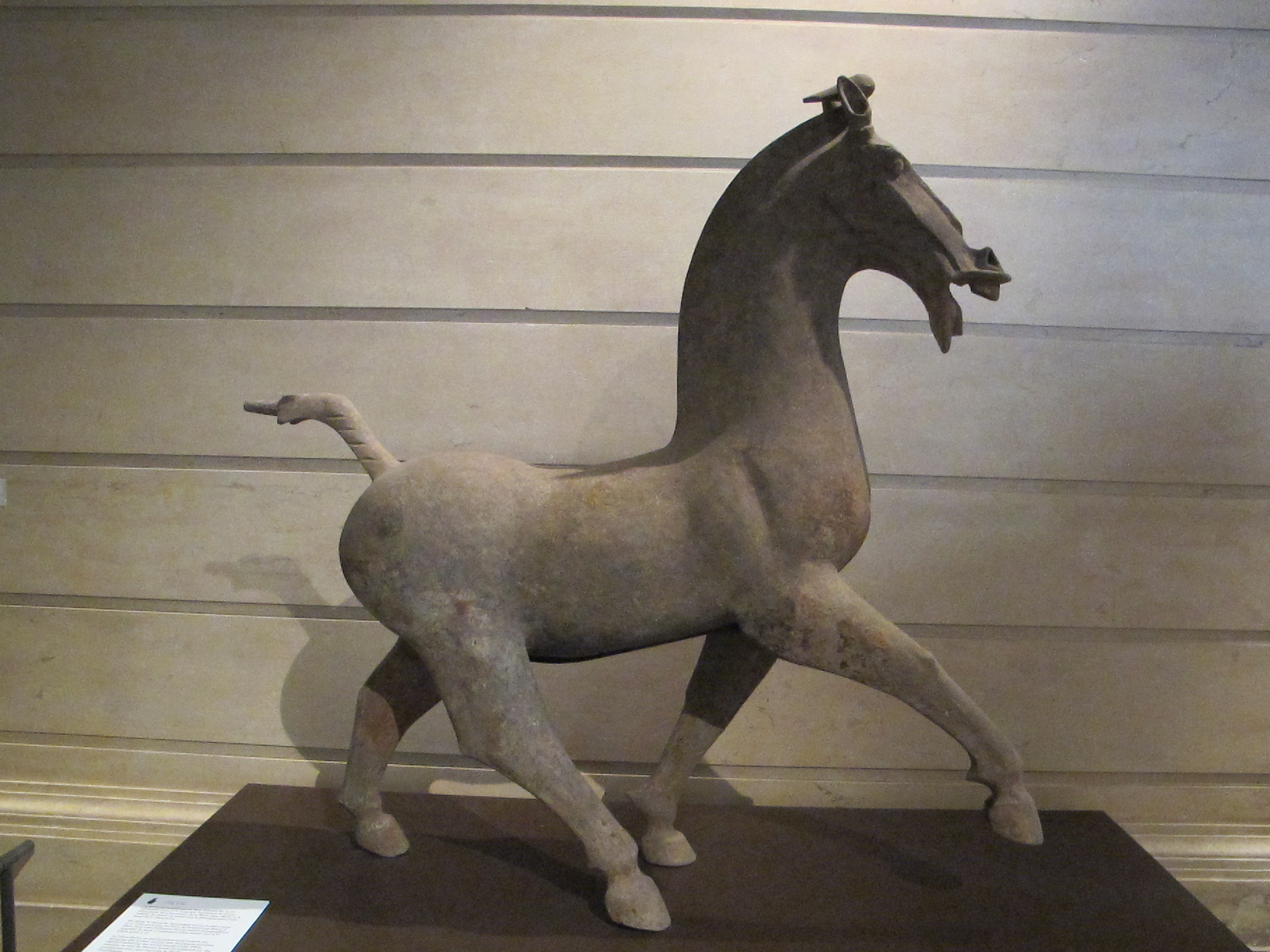
Gran cavallo al trotto. Terracotta,  h. 135 cm. Arte funeraria Han dell'Est (25 – 220). Sichuan
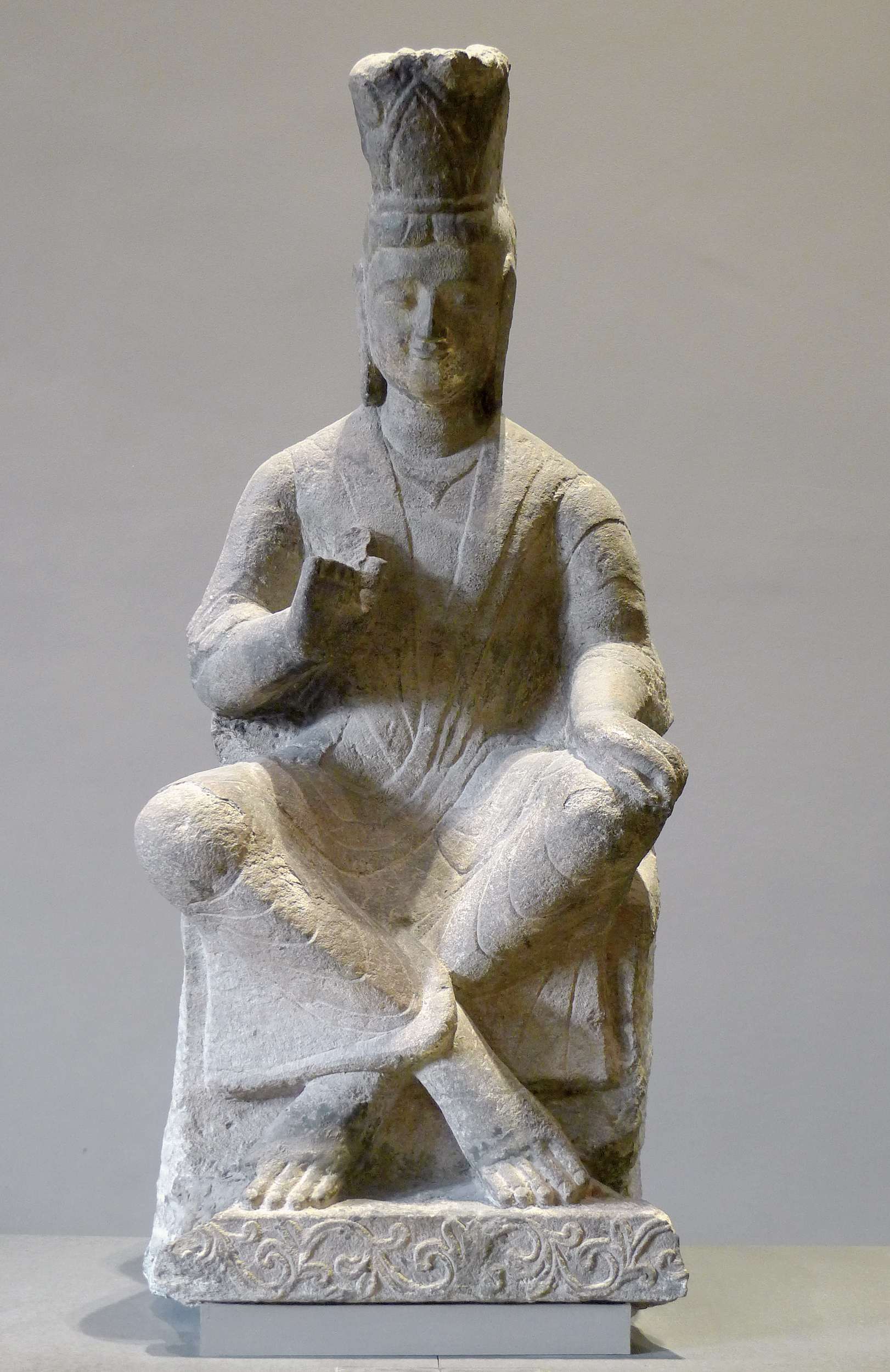
Maitreya. Yungang, Shanxi. Grès, h. 130 cm. Dinastia Wei del Nord, (386 – 534)
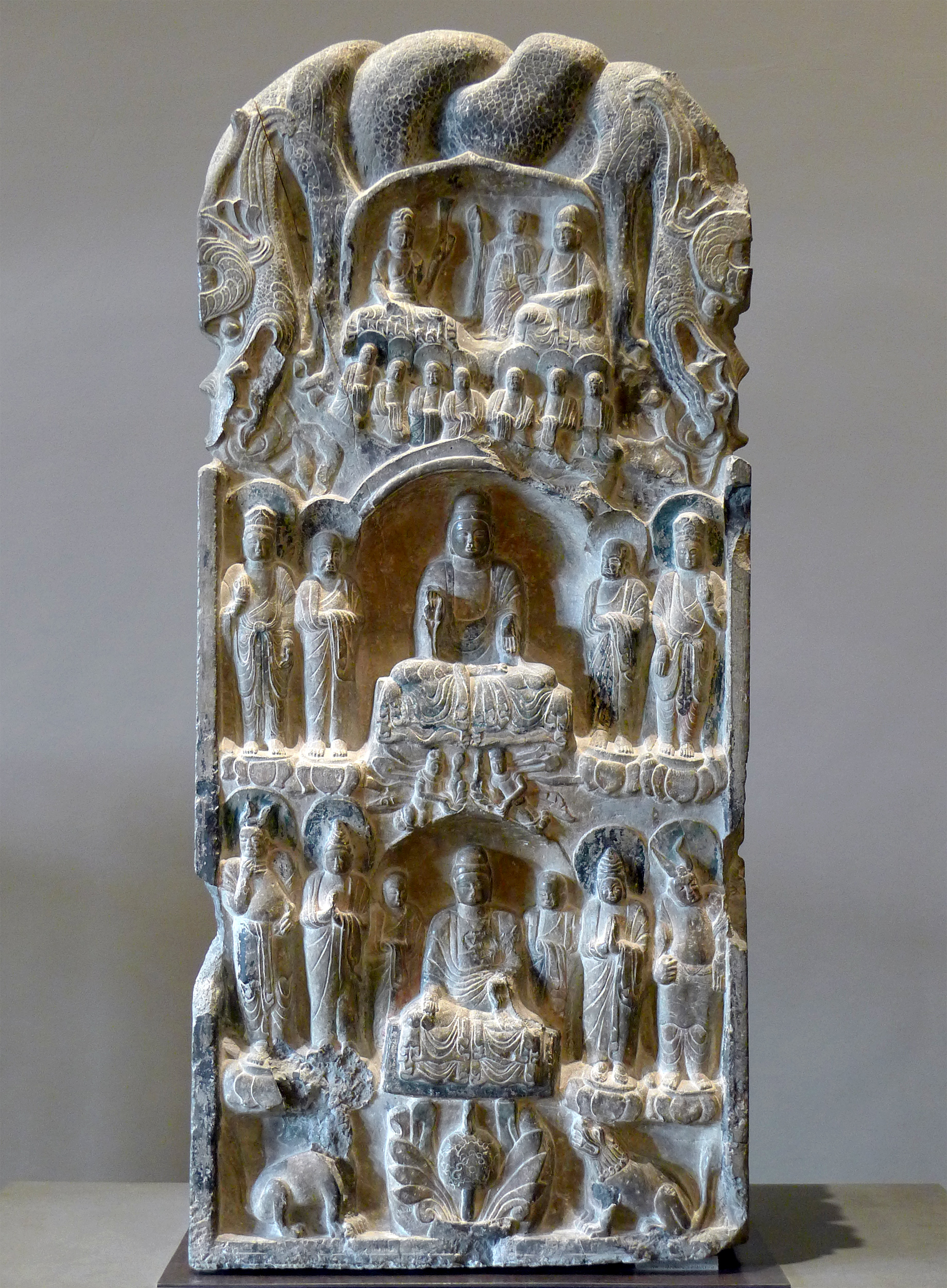
Stele, datata 560. Pietra, h. 130 cm. Dinastia Qi del Nord (550 – 577)
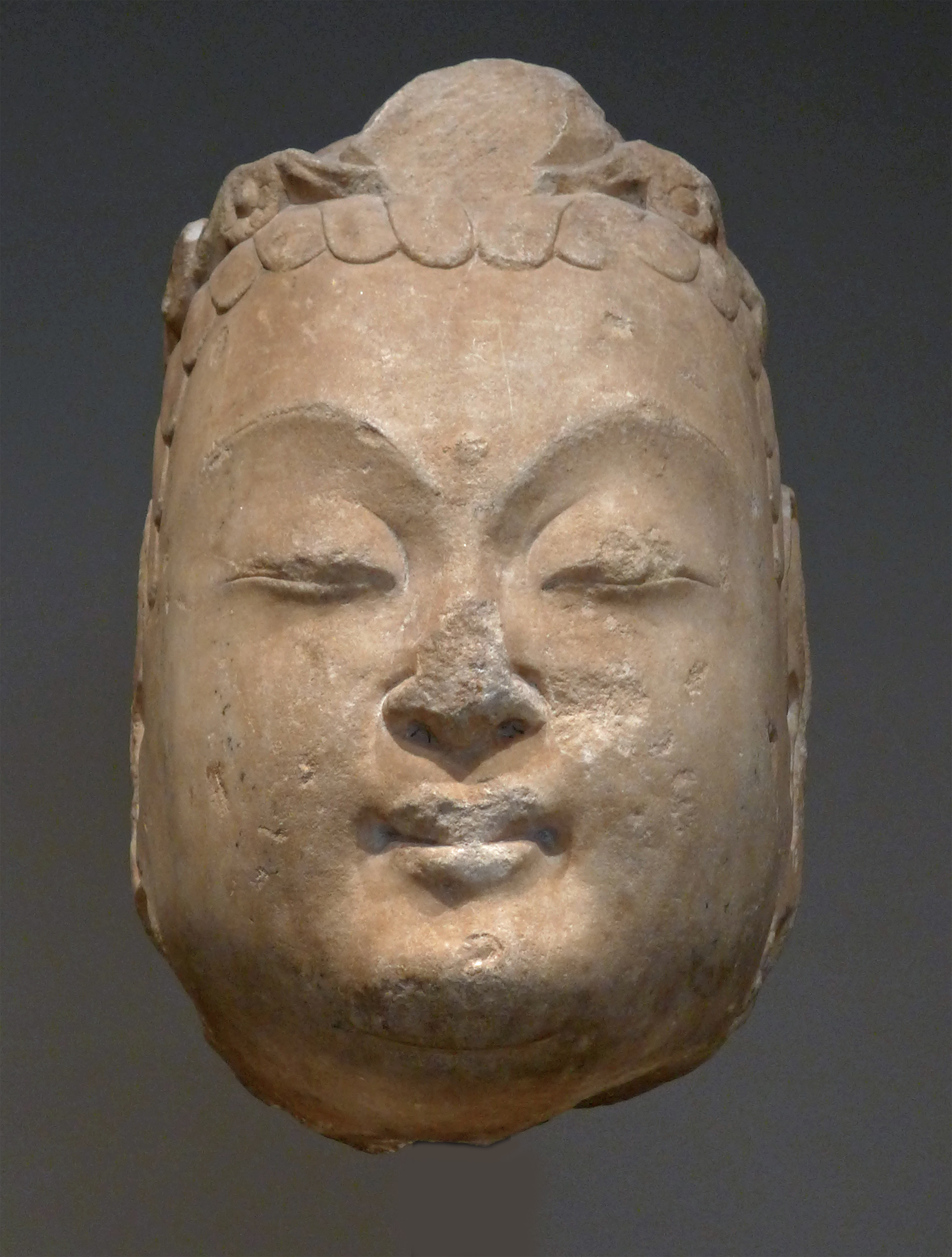
Tête de Bodhisattva. Marbre, H. 32,5 cm - Dinastia Sui (581 – 618), verso il 600.
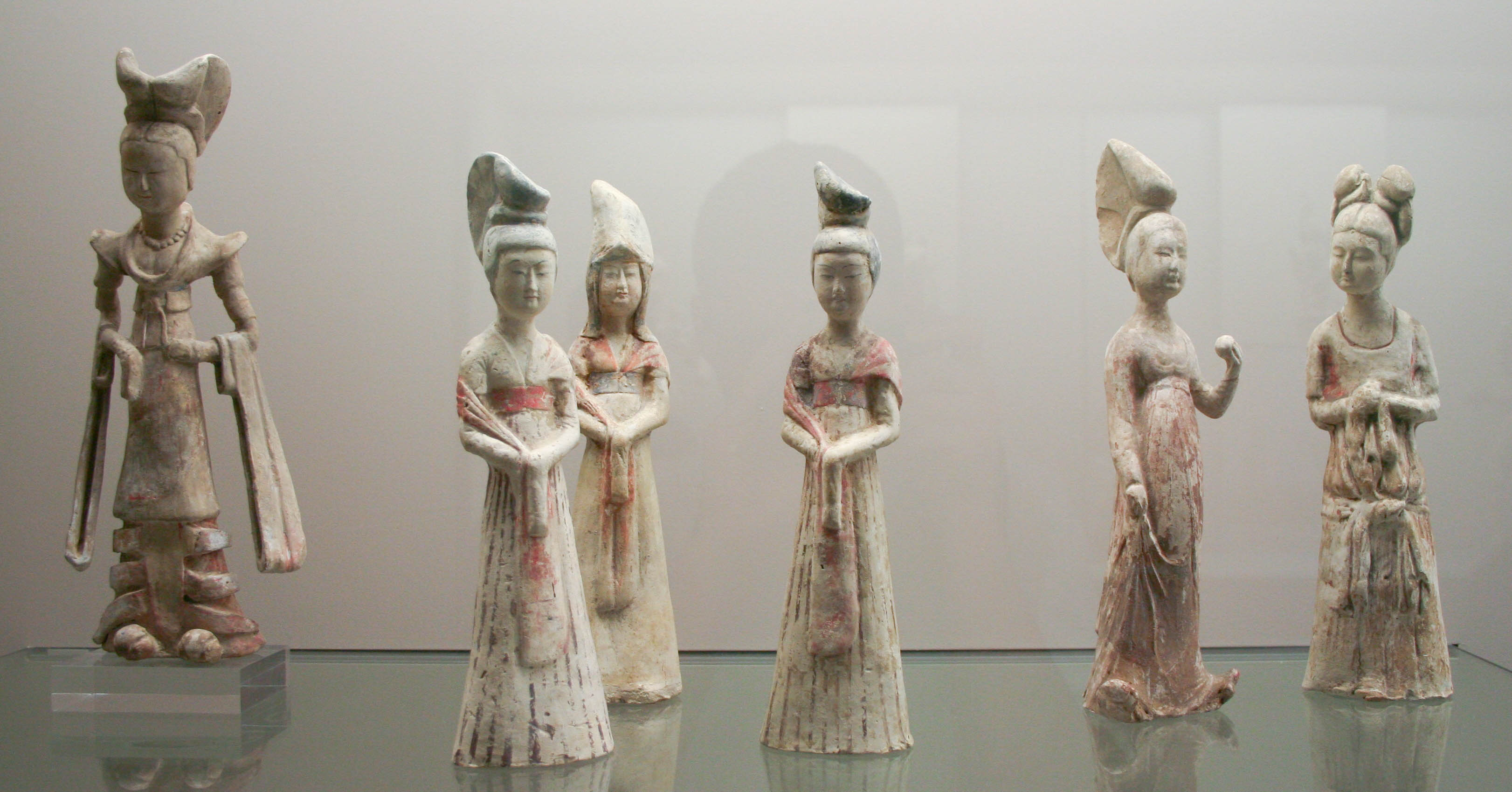
Figurine mingqi rappresentanti delle dame di corte della dinastia Tang
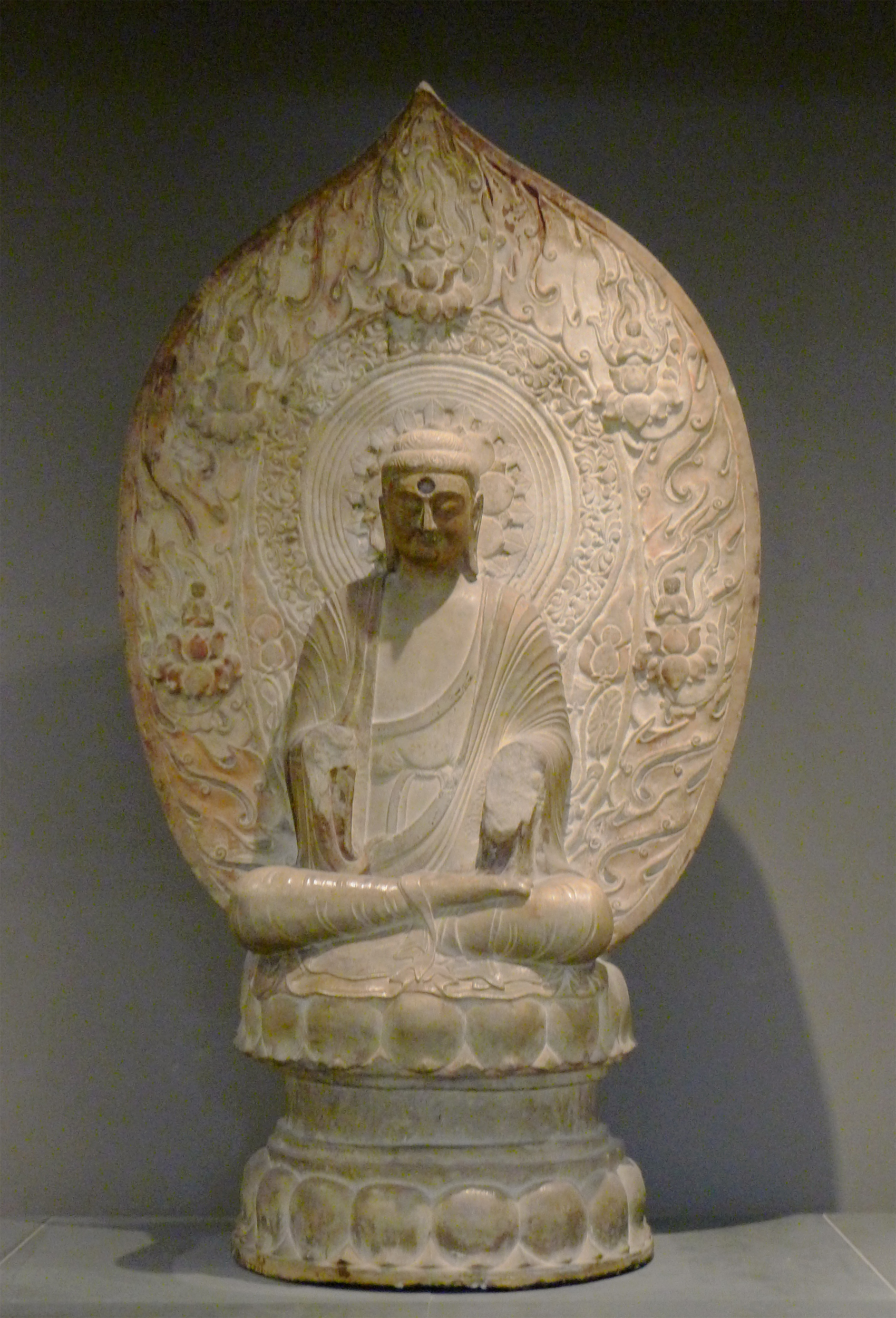
Buddha Amitābha (Amida). Hebei. Marmo. Dinastia Liao (907 – 1112)
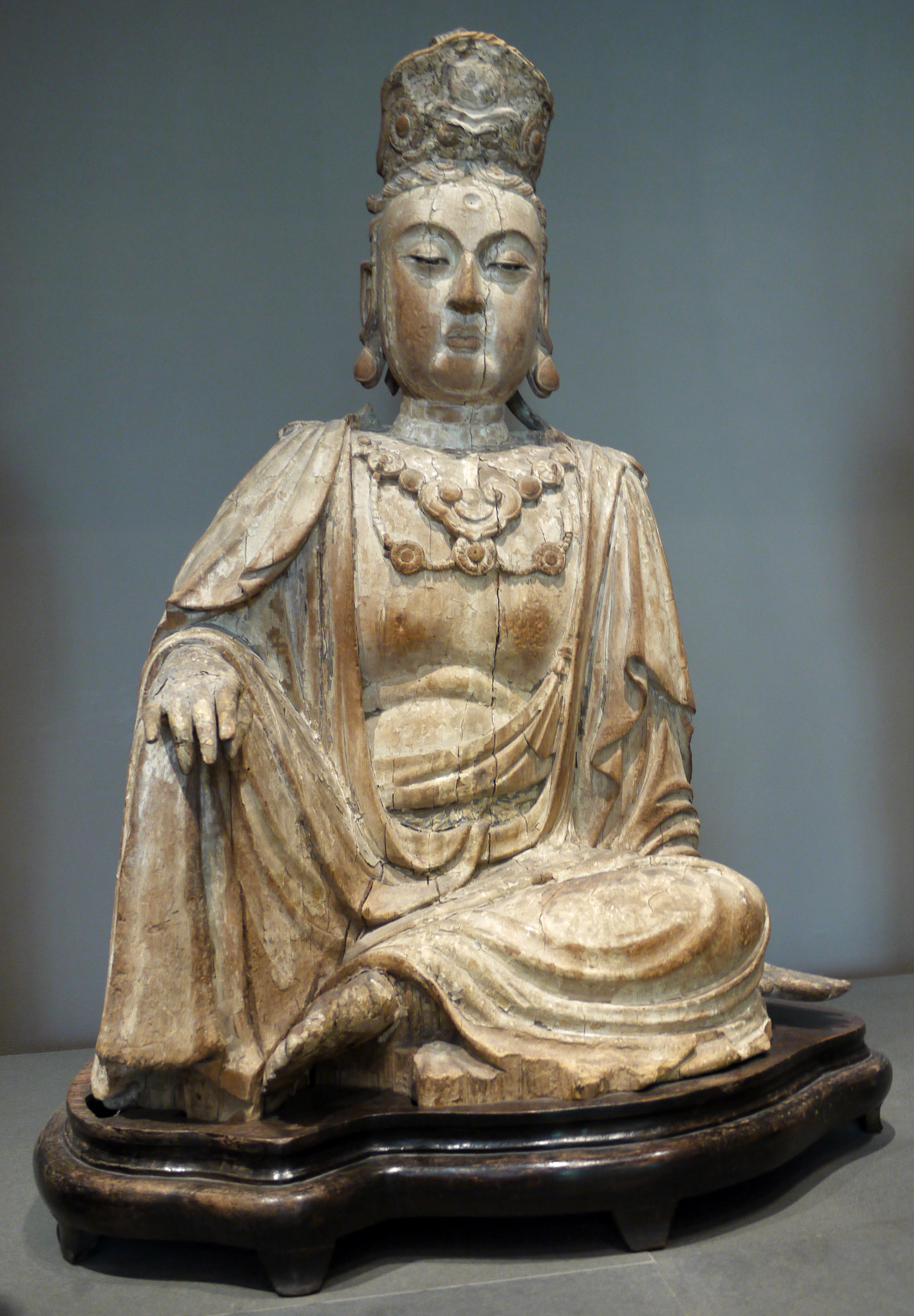
Bodhisattva Avalokiteśvara (Guanyin) assiso in posizione di rilassamento. Legno con tracce di policromia, h. 84 cm. Inizio Ming (1368 – 1644). XIV secolo
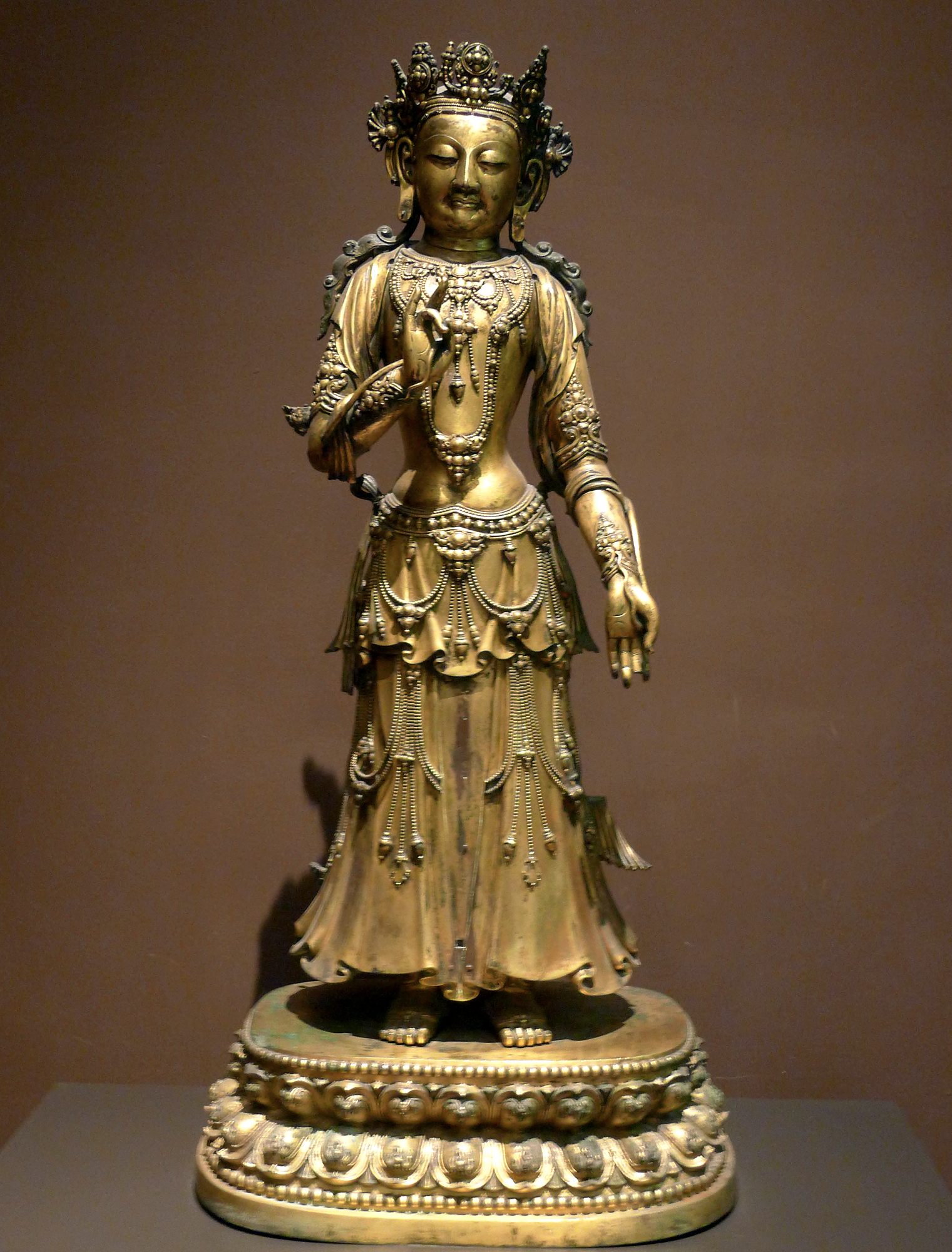
Bodhisattva. Bronzo dorato, h. 66 cm. Dinastia Ming (1368 – 1644)